# Паган (остров)
Паган (англ. Pagan) — остров в архипелаге Марианские острова в Тихом океане. Принадлежит Северным Марианским островам и входит в состав муниципалитета Северные острова.

## География
Остров Паган расположен в северной части архипелага Марианские острова. Омывается водами Тихого океана. В 68 км к северу от острова расположен остров Агрихан, в 48 км к югу — острова Аламаган. Ближайший материк, Азия, находится в 2600 км.
Остров Паган, как и другие Марианские острова, имеет вулканическое происхождение и представляет собой два стратовулкана, соединённых друг с другом узким перешейком. Оба вулкана сформировались в пределах кальдер, и их диаметр составляет 7 и 4 км. Высшая точка острова, вулкан Северный Паган, достигает 579 м. Второй вулкан, Южный Паган, достигает 548 м и имеет вытянутую вершину, на которой расположились четыре кратера. Крупнейшее извержение на острове произошло в 1981 году. Длина Пагана составляет 17 км, а максимальная ширина — 7 км. Площадь — 46,6 км².
Климат влажный тропический. Остров подвержен вулканическим извержениям и циклонам.
Часть Пагана занимают тропическая леса, в которых преобладают кокосовые пальмы и различные кустарники, а также луга. В северной части острова находится небольшое солёное озеро.

## История
Европейским первооткрывателем острова стал испанец, католический миссионер Диего Луис де Санвиторес (исп. Diego Luis de Sanvitores), открывший Паган в 1669 году. Остров впоследствии стал владением Испании.
12 февраля 1899 года Марианские острова были проданы Испанией Германии. В ходе исследования острова германским администратором Георгом Фритцем (нем. Georg Fritz) на Пагане были найдены следы пребывания в прошлом представителей народа чаморро, в том числе метательные камни и культивируемые растения. С 1907 года Паган был частью Германской Новой Гвинеи, подчиняясь окружному офицеру Каролинских островов. В германский период жители занимались производством копры, но после тайфунов 1904, 1905, 1906 и 1907 годов её производство снизилось на 50 %.
14 октября 1914 года Марианские острова были оккупированы японцами. В 1920 году над островами был установлен мандат Лиги Наций. В годы Второй мировой войны на Пагане действовал японский аванпост.

## Население
В 1981 году всё население острова, 53 человека, были эвакуированы после сильного вулканического извержения. С тех пор Паган необитаем.